# Euthanasia Coaster
Euthanasia Coaster är ett konceptuellt konstprojekt i form av en berg- och dalbana som är designad för att döda sina passagerare. Den designades 2010 av den litauiske konstnären Julijonas Urbonas som vid tidpunkten var doktorand vid Royal College of Art i London. Urbonas, som har jobbat i en nöjespark, säger att syftet med hans konceptuella berg- och dalbana är att avsluta liv "med elegans och eufori". Som praktiska användningsområden för konceptet nämner Urbonas "eutanasi" och "avrättning". Urbonas säger sig ha fått inspirationen till projektet av John C. Allen, chef för berg- och dalbanetillverkaren Philadelphia Toboggan Company, som beskrev den "ultimata" berg- och dalbanan som en som "skickar ut 24 människor som samtliga kommer tillbaka döda". Eftersom åkturen är designad för att döda sina passagerare har den fått kritik av eutanasimotståndarorganisationen Care Not Killing.

## Åktursbeskrivning
Den konceptuella åkturen börjar med en två minuter lång resa uppför en 510 meter hög, brant lutande, backe. Därifrån störtar sedan vagnen med sina 24 passagerare nedför banan med en fallhöjd på 500 meter i en hastighet av 360 km/h vilket är mycket nära tågets gränshastighet. Sedan planas banan ut och tåget rusar vidare in i den första av sju inversioner. Varje inversion har mindre diameter än den föregående för att upprätthålla de 10 g som är dödliga för passagerarna även när tåget tappar i hastighet. Efter en skarp högersväng kommer tåget in på en raksträcka där personal kan avlägsna de döda och fylla på med nya passagerare.

## Patofysiologi
Euthanasia Coaster skulle döda sina passagerare genom cerebral hypoxi vilket innebär syrebrist i hjärnan. Åkturens sju inversioner skulle utsätta passagerarna för 10 g under 60 sekunder vilket skulle orsaka olika g-kraftsrelaterade symptom. Till att börja med gray-out, vidare via tunnelseende till black-out och medvetslöshet.  Beroende på den enskilde individens g-kraftstolerans skulle den första eller andra inversionen orsaka syrebrist i hjärnan och passageraren är därmed hjärndöd. Påföljande fem inversioner tjänar som en försäkring mot oavsiktlig överlevnad hos särskilt tåliga passagerare. 

## Utställning
Urbonas koncept genererade stor uppmärksamhet från media när det visades som en del av utställningen HUMAN+ på Science Gallery i Dublin mellan april och juni 2011.  Utställningen, som var Science Gallerys huvudattraktion,  syftade till att visa människans och teknologins framtid.  Inom detta tema belyste Euthanasia Coaster de problem som följer med människans allt mer förlängda livslängd.

## Populärkultur
Den 14 juni 2013 släppte den norska rockgruppen Major Parkinson sin digitala singel Euthanasia Roller Coaster,  vars text anspelar på Urbonas verk.
Slutet på Lavie Tidhars novell "Vladimir Chong Chooses to Die" inkorporerar Euthanasia Coaster.